# Orosius aegypticus
Orosius aegypticus är en insektsart som beskrevs av Ghauri 1966. Orosius aegypticus ingår i släktet Orosius och familjen dvärgstritar. Inga underarter finns listade i Catalogue of Life.